# Phytomyza peregrini
Phytomyza peregrini är en tvåvingeart som beskrevs av Griffiths 1976. Phytomyza peregrini ingår i släktet Phytomyza och familjen minerarflugor.
Artens utbredningsområde är Alberta. Inga underarter finns listade i Catalogue of Life.